# Хиннамнор (тайфун)
Тайфун Хиннамнор (англ. Typhoon Hinnamnor), в филиппинской системе именований Супертайфун Генри — тропический циклон бассейна западной части Тихого океана.
Одиннадцатый по счёту именованный шторм, четвёртый тайфун и первый супертайфун в сезоне тихоокеанских тайфунов 2022 года Хиннамнор развился из обычной зоны атмосферных возмущений, впервые зарегистрированной 27 августа Объединённым американским военно-морским центром по предупреждению о тайфунах (JTWC). Спустя 6 часов атмосферная область организовалась в тропический шторм, получив от Японского метеорологического агентства (JMA) собственное имя «Хиннамнор».
К 29 августа 2022 года шторм усилился до уровня тайфуна третьей категории, а к концу следующих суток — до максимального уровня супертайфуна пятой категории по шкале классификации Саффира — Симпсона. В ночь на 1 сентября центр вращения циклона подвергся некоторой реорганизации, его интенсивность при этом снизилась до уровня тайфуна первой категории. Циклон прошёл над южной частью Республики Корея и двигался на север-северо-восток в направлении Сахалина.

## Метеорологическая история

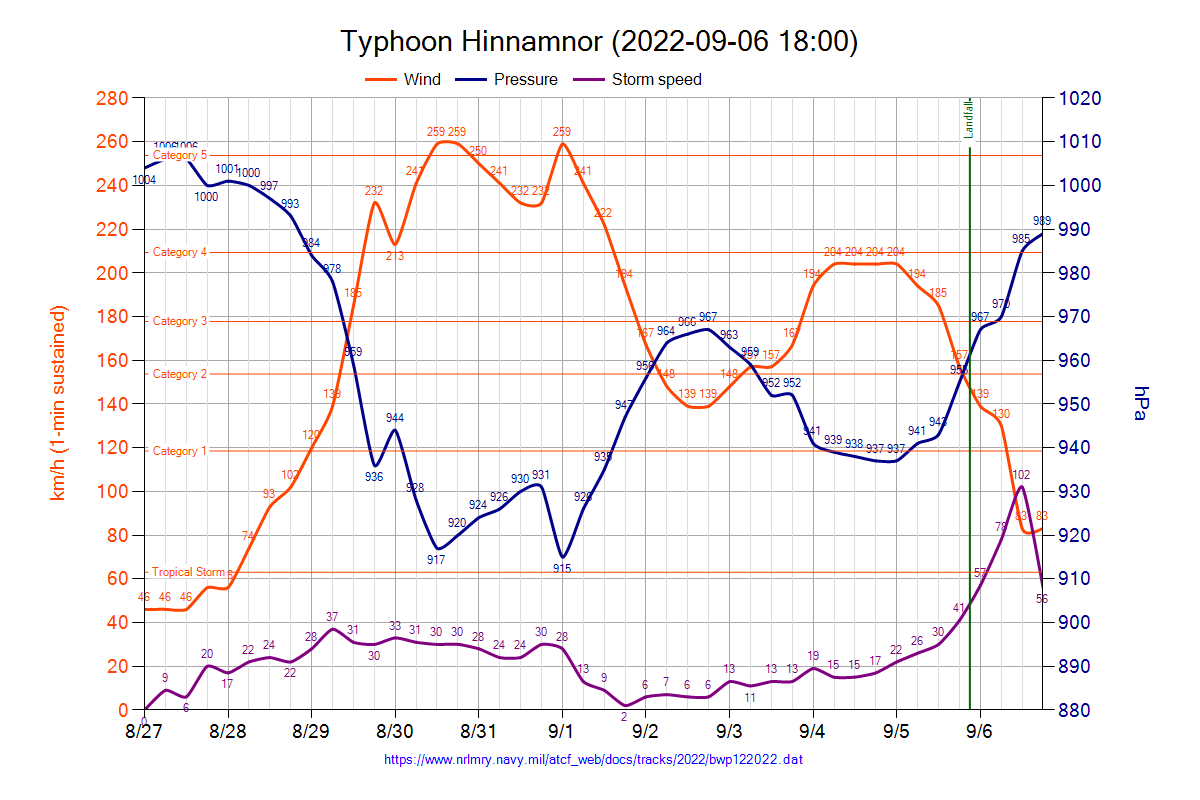

27 августа 2022 года Объединённый американский военно-морской центр по предупреждению о тайфунах зарегистрировал область атмосферных возмущений примерно в 920 километрах к востоку-юго-востоку от японского острова Ио. Спутниковые снимки при этом показывали, что северная и юго-восточная части зоны начали вращение с формированием области низкого давления в центре. Примерно в полночь по всемирному координированному времени следующих суток агентство JMA зафиксировало усиление образования до уровня тропической депрессии, которая к тому времени находилась в акватории Филиппинского моря. Спустя 4 часа центр JTWC выпустил первое предупреждение о тропическом циклоне.
Вследствие благоприятных условий (тёплые приповерхностные воды и слабые вертикальные сдвиги ветра) циклон начал быстро усиливаться, сформировав плотную облачность в центре и спиральную полосу воздушных масс, отмечающую центр циркуляции области низкого давления. 28 августа депрессия набрала силу тропического шторма, получив собственное имя Хиннамнор, к началу следующих суток циклон увеличил мощь до сильного шторма и затем до уровня тайфуна, став четвёртым тайфуном 2022 года в бассейне западной части Тихого океана.

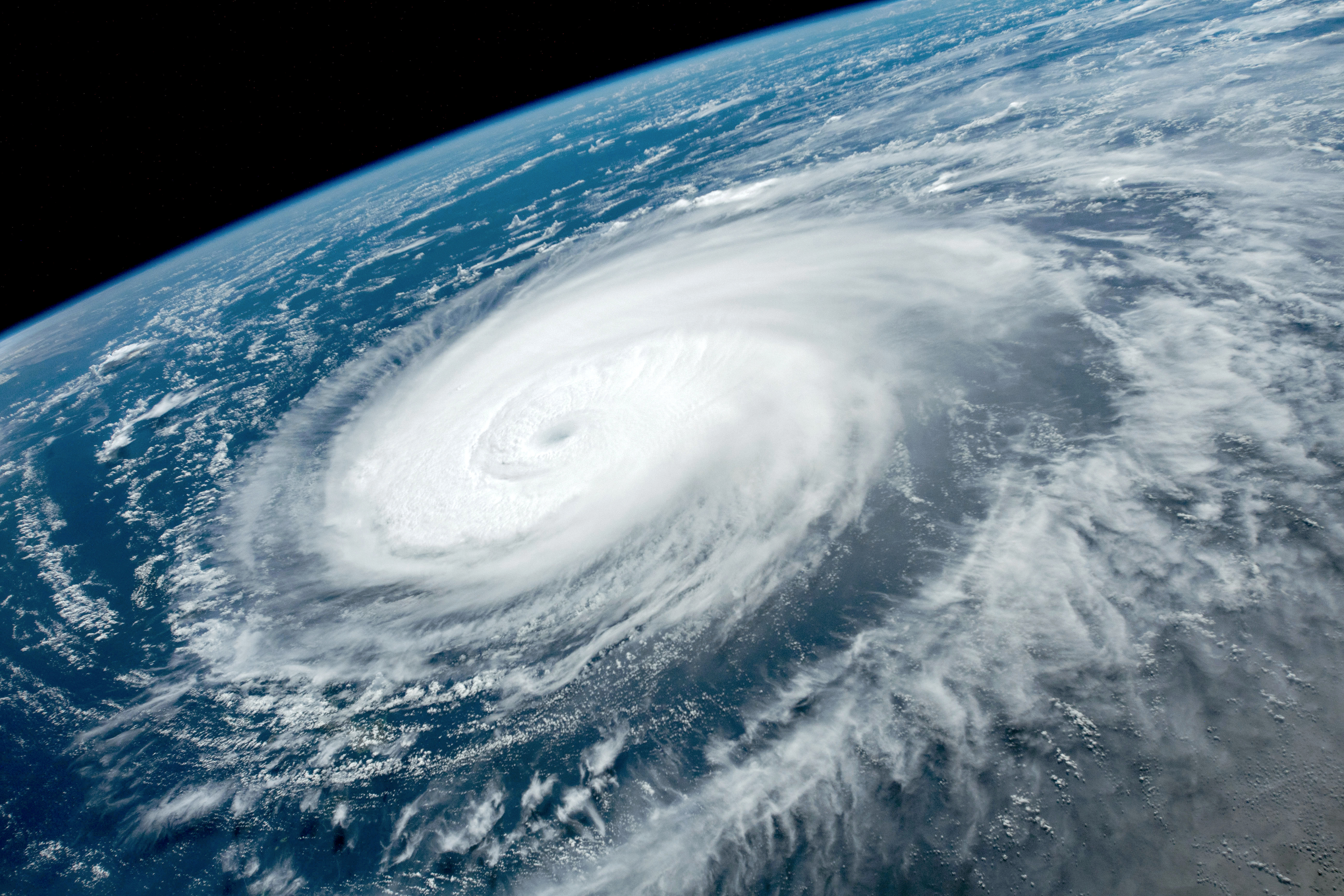
Тайфун Хиннамнор из космоса. Снимок с МКС, 31 августа 2022 года

В 9 часов по всемирному координированному времени JTWC констатировало рост мощи циклона до тайфуна первой категории по шкале классификации Саффира — Симпсона с максимальной постоянной скоростью ветра в 39 метров в секунду (75 узлов), затем Хиннамнор испытал стремительный рост мощи до тайфуна третьей и четвёртой категории с плотным глазом бури диаметром 15 километров. Примерно в 15 часов UTC 30 августа тропический циклон достиг максимальной стадии по шкале Саффира — Симпсона, став супертайфуном пятой категории, постоянная скорость ветра при этом была зарегистрирована в 260 км/ч, а атмосферное давление составило 920 миллибар (690 миллиметров ртутного столба).
Смещаясь на запад, Хиннамнор несколько ослаб до уровня четвёртой категории супертафуна и 31 августа вступил в зону ответственности Филиппинского управления атмосферных, геофизических и астрономических служб (PAGASA), которое в тот же день присвоило ему имя Генри из собственного списка именований тропических циклонов. Двигаясь в направлении японских островов Рюкю, супертайфун реорганизовал облачную систему, снова усилившись до максимальной пятой категории 1 сентября 2022 года. Вместе с тем, спустя несколько часов (примерно в 09:00 UTC) движение над более прохладными приповерхностными водами и негативное влияние фронта тропической депрессии 13W «Гардо», вступившей во взаимодействие с системой супертайфуна, очередной раз ослабили Хиннамнор до мощи, соответствующей уровню тайфуна четвёртой категории по шкале Саффира — Симпсона. Указанные негативные факторы продолжали действовать на Хиннамнор, который 2 сентября последовательно ослаб до тайфуна третьей, второй и первой категорий с постоянной скоростью ветра в центральной части в 175 км/час. Тем не менее, повернув вектор движения на север-северо-запад в направлении Восточно-Китайского моря, тайфун реорганизовал конвективную систему и начал очередной раз наращивать мощь, достигнув второй категории в течение 3 сентября. В этот же день Хиннамнор пересёк южные острова Рюкю, вышел в 21:00 по Гринвичу из зоны ответственности филиппинского PAGASA, очередной раз усилился до третьей категории и взял движение почти точно на север. Глубокая конвективная система циклона при этом стала более симметричной.

### В настоящее время
По состоянию на 09:00 UTC 6 сентября Хиннамнор в фазе тропического шторма находится по координатам 42,1 с. ш., 135,7 в. д.. Постоянная скорость ветра в циклоне составляет 110 км/ч в течение 10 минут с порывами до 165 км/ч. Атмосферное давление в центре стихии регистрируется на уровне 970 миллибар (727 миллиметров ртутного столба). Система следует на северо-восток в направлении Курильских островов со скоростью 80 км/ч.

## Влияние

### Япония

Тайфун Хиннамнор пересекает территорию Южной Кореи, 6-7 сентября 2022 года

Тайфун Хиннамнор прошёл к западу от префектуры Окинава, сообщалось о четырёх жителях, получивших ранения средней степени тяжести. По информации электроэнергетической компании Окинавы около 2920 домов в Миякодзиме, 190 домов в Исигаки и 330 домов в Тараме остались без электричества 3 сентября 2022 года.
Железнодорожный перевозчик West Japan Railway Company объявил о планируемой с 6 сентября остановке движения по скоростной линии Санъё-синкансэн. В западных аэропортах Японии было отменено по меньшей мере 56 рейсов. В районе острова Дайто были уничтожены посадки сахарного тростника, ущерб превысил 360 миллионов японских иен (2,5 млн долларов США), остров Исигаки лишился манговых плантаций.